# التون (کالیفرنیا)
التون، کالیفرنیا (به انگلیسی: Alton, California) یک محدوده ثبت‌نشده در ایالات متحده آمریکا است که در ایالت کالیفرنیا واقع شده‌است.

## خصوصیات
التون ۱۹ متر بالاتر از سطح دریا واقع شده‌است.